# Devesa (Friol)
Devesa (llamada oficialmente Santalla de Devesa) es una parroquia española del municipio de Friol, en la provincia de Lugo, Galicia.

## Otras denominaciones
La parroquia también es conocida por el nombre de Santa Eulalia de Devesa.

## Organización territorial
La parroquia está formada por nueve entidades de población, constando siete de ellas en el nomenclátor del Instituto Nacional de Estadística español:
- Armada
- Avexia (A Vixía)
- Casas do Cego (As Casas do Cego)
- Casas do Cobas (As Casas de Covas)
- Corral de Abaixo (O Curral de Abaixo)
- Os Pedrouzos
- Sixto (O Sisto)
- Toar
- Vilapedre

## Demografía
| Gráfica de evolución demográfica de Devesa entre 2000 y 2022 |
|                                                              |
| Datos según el nomenclátor publicado por el INE.             |